# Hijiri Onaga
Hijiri Onaga (翁長 聖 Onaga Hijiri?), född 23 februari 1995 i Hyōgo prefektur, är en japansk fotbollsspelare.
Onaga började sin karriär 2017 i V-Varen Nagasaki. Han spelade 96 ligamatcher för klubben. 2020 flyttade han till Omiya Ardija.